# Buslijn 2 (Kortrijk - Xpo - Hoog Kortrijk)
Buslijn 2 in Kortrijk verbindt de eindhaltes busterminal 3 en Universiteit. De stadslijn 2 vormt aldus een belangrijke verbinding tussen de binnenstad en Hoog Kortrijk. Doordat zij een rechtstreekse verbinding vormt tussen het hoofdstation, de campus van de Hogeschool VIVES, de campus van de Kulak en Syntra West wordt deze lijn erg vaak gebruikt door vele studenten. Bovendien vormt de lijn ook een rechtstreekse verbinding tussen de binnenstad en het beurzencomplex Kortrijk Xpo. De lijn 2 start aan het station en rijdt langs de Doorniksewijk en eindigt aan het studentencentrum van de Kulak. Hierna rijdt de lijn langs de haltes VIVES en Syntra West om zo de lus in Hoog Kortrijk te vervolledigen en terug richting station te rijden.

## Geschiedenis
Begin 1999 werd de stadslijn 2 opgesplitst in 2 lijnen: lijn 2 (Station - Lange Munte) en lijn 3 (Station - Hoog Kortrijk - Kinepolis - Station). Deze lijnen kregen toen beide een 20 minuten-frequentie.
In april 2004 werd deze lijn 3 echter herdoopt tot de stadslijn 13. Vanaf dan reed deze lijn niet meer via Kinepolis. Een nieuw gecreëerde doorgaande lijn 12 bediende vanaf dan het stuk Heule Bozestraat - Station - Kinepolis - Rollegem - Bellegem. Deze stadslijn 13 had oorspronkelijk als eindhaltes het station enerzijds en het studentencentrum van de Kulak anderzijds.
Omdat de stadslijn 13 overbevolkt werd door onder meer de stijgende studentenpopulatie op Hoog Kortrijk en de beurzen in Kortrijk Xpo werd  besloten om vanaf 22 november 2010 stadslijn 13 te ontlasten door deze niet langer te laten doorrijden tot aan de universiteit. Om de universiteitsstudenten tot aan de Kulak te brengen werd de stadslijn 2 echter verlengd van de eindhalte Lange Munte naar de eindhalte Universiteit. Op die manier hoopte De Lijn dat de universiteitsstudenten deze lijn nemen zodat lijn 13 iets minder bevolkt is. Er werd echter teruggekomen op deze beslissing: sinds 14 maart 2011 reed bus 13 opnieuw zoals voor 22 november. Vanaf 6 januari 2024, met de invoer van het nieuwe net, is het lijnnummer veranderd naar lijn 2.
Lijn 2 volgt een vrij kort traject, maar is door haar haltes langsheen de diverse opleidingscentra een erg drukke stadslijn.

## Traject buslijn 2
De buslijn 2 heeft de volgende haltes:
|   |   |   |   |   | Halte                   | Aansluitingen | Aansluitingen |     |     |      |
| - | - | - | - | - | ----------------------- | ------------- | ------------- | --- | --- | ---- |
|   |   | o |   |   | Busterminal 3 perron 33 | NMBS          | 10            | 101 | 102 |      |
|   |   |   |   |   |                         |               |               |     |     |      |
|   |   |   |   |   |                         |               |               |     |     |      |
|   |   | o |   |   | Toekomststraat          | 1             | 10            | 101 | 102 |      |
|   |   | o |   |   | Sint-Rochuskerk         | 1             | 10            | 101 | 102 |      |
|   |   | o |   |   | Kanon                   | 1             | 10            | 101 | 102 |      |
|   |   | o |   |   | Walle                   | 1             | 10            | 101 | 102 |      |
|   |   | o |   |   | Xpo                     | 1             | 10            | 101 | 102 | flex |
|   |   |   |   |   |                         |               |               |     |     |      |
| ⇃ | o |   |   |   | Erasmuslaan             |               |               |     |     |      |
|   |   |   |   |   |                         |               |               |     |     |      |
|   |   |   |   |   | Universiteit            |               |               |     |     |      |
|   |   |   |   |   |                         |               |               |     |     |      |
|   |   |   | o | ↾ | VIVES                   |               |               |     |     |      |
|   |   |   | o | ↾ | Studentencentrum        |               |               |     |     |      |
|   |   |   |   |   |                         |               |               |     |     |      |
|   |   | o |   |   | Rozentuin               | 1             | 10            | 101 | 102 |      |

## Kleur
De kenkleur van deze lijn is rood met witte letters.